# Copa Davis 1937
La Copa Davis 1937 fue la 32.ª edición del torneo de tenis masculino más importante por naciones. La ronda final se celebró del 24 al 27 de julio de 1937. Estados Unidos se proclamó como equipo ganador de la Copa, venciendo al equipo de Gran Bretaña por 4 a 1.

## Partido de la Inter-Zona
|  |  |                |   |  | Final    |   |  |
|  |  |                |   |  |          |   |  |
|  |  |                |   |  |          |   |  |
|  |  |                |   |  |          |   |  |
|  |  |                |   |  |          |   |  |
|  |  |                |   |  |          |   |  |
|  |  |                |   |  |          |   |  |
|  |  |                |   |  | Alemania | 2 |  |
|  |  | Estados Unidos | 3 |  |          |   |  |
|  |  |                |   |  |          |   |  |
|  |  |                |   |  |          |   |  |
|  |  |                |   |  |          |   |  |
|  |  |                |   |  |          |   |  |
|  |  |                |   |  |          |   |  |
|  |  |                |   |  |          |   |  |

## Ronda Final
| | Gran Bretaña | 1                          | 4  | Estados Unidos |   |    |  |
| --- | ------------ | -------------------------- | -- | -------------- | - | -- |  |
| Wimbledon, Londres, Inglaterra 24 al 27 de julio de 1937 |              |                            |    |                |   |    |  |
| \| 1 \| \| Bunny Austin \| 6 \| 6 \| 7 \| \| \| \| 1 \| \| Frank Parker \| 3 \| 2 \| 5 \| \| \| \| 2 \| \| Charles Hare \| 13 \| 1 \| 2 \| \| \| \| 2 \| \| Don Budge \| 15 \| 6 \| 6 \| \| \| \| 3 \| \| Raymond Tuckey-Frank Wilde \| 3 \| 5 \| 9 \| 10 \| \| \| 3 \| \| Don Budge-Gene Mako \| 6 \| 7 \| 7 \| 12 \| \| \| 4 \| \| Charles Hare \| 2 \| 4 \| 2 \| \| \| \| 4 \| \| Frank Parker \| 6 \| 6 \| 6 \| \| \| \| 5 \| \| Bunny Austin \| 6 \| 6 \| 4 \| 3 \| \| \| 5 \| \| Don Budge \| 8 \| 3 \| 6 \| 6 \| \| |              |                            |    |                |   |    |  |
| 1 |              | Bunny Austin               | 6  | 6              | 7 |    |  |
| 1 |              | Frank Parker               | 3  | 2              | 5 |    |  |
| 2 |              | Charles Hare               | 13 | 1              | 2 |    |  |
| 2 |              | Don Budge                  | 15 | 6              | 6 |    |  |
| 3 |              | Raymond Tuckey-Frank Wilde | 3  | 5              | 9 | 10 |  |
| 3 |              | Don Budge-Gene Mako        | 6  | 7              | 7 | 12 |  |
| 4 |              | Charles Hare               | 2  | 4              | 2 |    |  |
| 4 |              | Frank Parker               | 6  | 6              | 6 |    |  |
| 5 |              | Bunny Austin               | 6  | 6              | 4 | 3  |  |
| 5 |              | Don Budge                  | 8  | 3              | 6 | 6  |  |